# Srednje brončano doba u sjevernoj Hrvatskoj
Srednje brončano doba u sjevernoj Hrvatskoj je slabo istraženo i poznato. Ipak, već sad se jasno izdvajaju zapad i istok, uz liniju razdvajanja Slavonski Brod – Donji Miholjac. Povlačenjem vinkovačke kulture na zapad, u istočnu Slavoniju početkom srednjeg brončanoga doba iz Banata, Srijema i Bačke prodire vatinska kultura već u doba svoje najranije pančevačko – omoljičke, a osobito središnje, vatinsko-vršačke faze. Istodobno, krajem ranog brončanoga doba, iz Mađarske na tlo Hrvatske prodire panonska inkrustirana keramika, no tu je riječ prvenstveno o kulturnom utjecaju, a ne o migraciji, jer je sama hrvatska Baranja matično područje panonske inkrustirane keramike Seksard grupe.
Istodobna pojava vatinske i panonske inkrustirane keramike može se pratiti u Srijemu – na Gradini na Bosutu i Gomolavi kraj Hrtkovaca.
Osobito je važna Gradina na Bosutu, gdje se u sloju neposredno iznad vinkovačke nalazi vatinska keramika skupa s transdanubijskom inkrustiranom keramikom, a slično je i na Gomolavi.

## Vatinska kultura
Iz najstarije, pančevačko – omoljičke faze vatinske kulture potječe jedna amforica iz Vinkovaca, koji jedini imaju registriranu i kasnu belegiš-ilandža fazu vatinske kulture. Za sve ostale nalaze vatinske kulture u Hrvatskoj se smatralo da pripadaju središnjoj vatinsko-vršačkoj fazi vatinske kulture, ali je ustanovljeno da oni na tlu Hrvatske tvore tipološki i kronološki specifičan regionalni – srijemski vatinski tip, koji ima amforice koje su bitno skromnije nego li u pančevačko – omoljičkoj fazi, tj. bez spiralnih i volutnih ukrasa i kanelura, i bez oštrih, „baroknih“ profilacija. 
Kasnije, npr. u ostavama Lovas i Vukovar javljaju se amforice koje predstavljaju klasični trenutak srijemskoga tipa, nakon čega on kontinuira do kasne bronce. O bogatstvu nosilaca srijemskog tipa vatinske kulture svjedoči i nalaz kamenoga kalupa za lijevanja zlatnih šipkica koje su kasnije raskivane u žicu: u kalupu su ostali tragovi zlata finoće 23 karata! U tom kontekstu valja također spomenuti i glasovite, za arheološku znanost izuzetno važne ostave brončanih predmeta Vukovar i Lovas, koje naši i mađarski arheolozi datiraju u 15. st. pr. Kr. Ostave su sadržavale brojne ukrasne i uporabne predmete, koji svjedoče o visokom stupnju metalurške djelatnosti na tlu srednjeg podunavlja onoga doba.
Najzapadniji nalaz vatinske keramike pripada razvijenom srijemskom tipu, a potječe iz Novigrada na Savi kod Slavonskog Broda, gdje su u istoj jami nađeni ulomci vatinske i licenske keramike.
U 15. st. pr. Kr. mogu se datirati dvije ugarske bojne sjekire iz Vinkovaca, te kratki mačevi s trapezoidnom pločicom za nasad drške iz Bizovca i Vukovara.
Vatinska kulura je dospjela i u sjevernu Bosnu. Iz Donje Doline je iz sloja vatinske kulture poznat triangularni bodež, a s istog lokaliteta poznat je i kratki mač s punokovinskom drškom srodan mačevima tipa Apa.
Vatinska kultura u Slavoniji pokazuje izrazitu orijentaciju prema JI Mađarskoj i kulturnom kompleksu Szörley – Pecica.

### Panonska inkrustirana keramika
Nalazi panonske inkrustirane keramike u Slavoniji i u zapadnom Srijemu locirani su uz desnu obalu Dunava. Baranja tako pripada integralnom južnom perifernom području rasprostiranja inkrustirane keramike južne Transdanubije, odakle ona prodire u Slavoniju. Na zapad ide do Podgorača, jugoistočno od Našica.

### Bjelobrdski-daljski tip panonske inkrustirane keremike
U sjeveroistočnoj Slavoniji veliki kompleks panonske inkrustirane keramike tvori specifični regionalni bjelobrdsko – daljski tip koji je izdvojila Nives Majnarić Pandžić. Najznačajnija nalazišta te keramike su nekropole Dalj i Bijelo Brdo, od kojih je ova 2. biritualna.
Značajni su nalazi iz skeletnog groba u Bijelom Brdu (narukvica s ukrasom u formi ribljeg mjehura)  te etažne žare ukrašene urezivanjem (motivi horizontalnih i vertikalnih linija), žigosanjem (kružni i trokut -                                                                                                    motivi) i inkrustiranjem, također iz Bijelog Brda koje formom i ukrasom odaju porijeklo iz Seksard tipa transdanubijske inkrustirane keramike.
Glasoviti Idol iz Dalja potječe iz razorenog groba s istim tipom etažnih žara. Idol je ženski, zvonolikog tipa, s tijelom u punoj masi i datira se u 14. st. pr. Kr. Obzirom na jasan prikaz vulve na idolu i na njegov funeralni kontekst, aluzija na ponovno rođenje ukopanog pokojnika je više nego jasna. Daljski idol je srodan s idolima dubovačko – žutobrdske kulture, koja također pripada kompleksu panonske inkrustirane keramike s izvorištem u Transdanubiji. Najsličniji je možda uništenom idolu androginome idolu iz Kličevca u Srbiji, kojeg je Nives Majnarić Pandžić prema analogijama iz Egeje (Lady of Philacoppi s otoka Mela iz 14 st.) datirala u 15. – 13. st., tj. u vrijeme trajanja panonske inkrustirane keramike na tlu na kojem su idoli nastajali. 
Nije jasno što je uzrokovalo širenje nosilaca panonske inkrustirane keramike na jug, pa time i na tlo sjeverne Hrvatske, ali to je mogao biti pritisak nosilaca kulture pokapanja pod grobnim humkama tzv. Hügelgraber.